# Walter Steffens (compositor)
Walter Steffens, (nascido em 31 de outubro de 1934 em Aachen-Burtscheid) é um compositor alemão. Ele é conhecido pela diversidade de seus trabalhos criativos, mas se especializou em ópera, além de música após imagens.

## Vida
Filho de um engenheiro de construção de pontes, Steffens cresceu em Dortmund. Seu caminho para a música era acidentado, principalmente porque seu pai não conseguia imaginar uma carreira nas artes plásticas como uma maneira respeitável de ganhar a vida. Durante a Segunda Guerra Mundial, o Ruhrgebiet estava sendo cada vez mais bombardeado e, aos oito anos de idade, o jovem Walter foi enviado, dentro do programa Kinderlandverschickung—a evacuação de crianças das zonas de guerra para o interior—para a vila de Wollenberg em Baden-Württemberg, e foi assim separado de seus pais e irmã. No final da guerra, o garoto de 10 anos havia encontrado uma casa com os avós em Bad Pyrmont.
Quando a família foi reunida novamente e o piano da família, que havia sido guardado em segurança no Sauerland durante a guerra, foi devolvido à sua casa, o jovem rapaz foi autorizado a acompanhar o pai enquanto cantava. Walter recebeu suas primeiras aulas de música por uma mulher do bairro. Ele recebeu sua educação musical básica do diretor musical Max Spindler em Dortmund, e isso foi complementado com a realização de aulas com Rolf Agop, no Conservatório de Dortmund. Ele começou sua carreira de professor em 1962 no Conservatório de Hamburgo.
Eli op. 7, após a peça misteriosa de Nelly Sachs, que estreou sob a direção de Wilhelm Schüchter em 1967, foi encomendada pela cidade de Dortmund por ocasião da abertura de sua nova casa de teatro. Sob Milk Wood op. 14 (Unter dem Milchwald, 1972), baseado na peça de teatro de Dylan Thomas, estreou mundialmente na Ópera Estatal de Hamburgo em 1973 e encenada novamente pelo Staatstheater Kassel em 1977 por ocasião da abertura da documenta 7. Suas outras óperas incluem Der Philosoph op. 57 (The Philosopher, Landestheater Detmold 1990), Die Judenbuche op. 65 (The Jew's Beech, Opernhaus Dortmund 1992), baseado em um romance de Annette von Droste-Hülshoff e Two Cells in Sevilla op. 106 em um libreto de seu filho Marec Béla Steffens (Greenbriar Consortium Houston e Round Top Theatre Forum 2016, em CD: Navona Records 2018).
Steffens compôs inúmeras obras baseadas em pinturas (mais de 100 pinturas únicas), por exemplo, Vier Aquarelle nach Paul Klee op. 63 (Quatro aquarelas depois de Paul Klee). O “processo de trabalho concordante misto” (Steffens) é baseado na escala de oito notas do próprio compositor, com padrões sonoros relacionados à escala. Impressões de sua infância durante os anos de guerra e sua tristeza e tristeza por toda a morte e destruição foram tratadas por Steffens em sua composição Guernica op. 32, após a pintura de Pablo Picasso. Ele recebeu prêmios de Hamburgo, Berlim e Paris (Cité des Arts).

## Obras musicais
Steffens observou uma característica essencial de sua criatividade musical: "Há sempre um estímulo extra-musical que tem um efeito muito intenso em mim, mais intenso do que apenas uma sensação relacionada à música". Ele frequentemente usa fontes literárias para suas composições - por exemplo, obras de Nelly Sachs, Ingeborg Bachmann, Clemens Brentano, Dylan Thomas, Federico García Lorca, Friedrich Hölderlin, Juan Ramón Jiménez, Ezra Pound ou Arthur Rimbaud.
"Seguindo de perto o texto e interpretando-o musicalmente, eu o ponho em sons", diz Steffens sobre seu trabalho de composição com textos literários. Como compositor de ópera, ele conta histórias, experimenta, sente e se sente pictoricamente e em termos de cenários de palco. Em seu trabalho com textos de Nelly Sachs, ele ficou especialmente fascinado pela sofisticação de sua linguagem. Então, quando ele ouviu Eli se apresentar como um drama de rádio, a mensagem desse jogo misterioso sobre o sofrimento dos judeus provocou nele um profundo sentimento de angústia. Depois de visitar a autora em Estocolmo, e após contato com ela por um período de tempo, Steffens começou a trabalhar no libreto. A expressividade musical deste oratório cênico foi rigorosamente orientada em torno do texto, para homenagear a seriedade do assunto. No livro Nelly Sachs zu Ehren (Em homenagem a Nelly Sachs) Steffens faz um relato de seu trabalho nesta ópera.
Enquanto compõe, Steffens mantém um relacionamento íntimo com os instrumentos e vozes que ele usa. Ele pretende projetar "os sons inalienados dos instrumentos e a voz humana na forma pura para a qual eles evoluíram durante longos períodos de desenvolvimento e implementação cultural". Seu próprio sistema individual de notação medeia entre tonalidade e atonalidade, que ele diz abrir um domínio criativo "fornecendo sons, linhas, cores e formas que servem para aprimorar sensualmente a expressão desejada". Seu estilo progrediu de uma fase atonal, quando ele estava trabalhando na ópera Eli e "era incapaz de suportar sorrir", para uma linguagem de sons que lhe permitia expressar e transmitir sensibilidades, para "torná-las cantáveis". Enquanto a ocupação de Steffens com este trabalho de Sachs expandiu seu espectro de expressão composicional, especialmente no que diz respeito a componentes dramáticos, ele considerou sua segunda ópera Under Milk Wood como "uma oportunidade para se concentrar na configuração de peças cômicas dentro de um estilo basicamente lírico".
Além da literatura, as artes visuais também serviram a Steffens como importantes fontes de inspiração. O livro Vom Klang der Bilder, publicado por ocasião da exposição de mesmo nome na Staatsgalerie Stuttgart, de 6 de julho a 22 de setembro de 1985, possui um apêndice com uma lista de pinturas feitas por Steffens e outros compositores. A obra orquestral de Steffens, Guernica, depois da pintura de Picasso, é uma acusação atemporal dos terrores da guerra e da violência, expressos na música. O silêncio inicial no início do trabalho gradualmente adquire elementos sonoros, inchando em direção a um crescendo sonoro, uma sinistra sugestão audio-pictórica dos bombardeiros que se aproximam, antes que a viola entoe seu tema elegíaco. Por causa de suas qualidades gráficas, as partituras de Guernica foram incluídas na exposição Linien, Briefe, Notationen (Linhas, Cartas, Notações) de 1986, na Städtischen Galerie Lüdenscheid. As imagens dos bombardeiros Ju 52 incorporadas à partitura, juntamente com a inclusão de sons de fundo de "brutalidade extrema", transpõem experiências traumáticas em impressões visuais. Depois da pontuação, Steffens escreve: 
 Quando criança, vivi ataques bombardeios contra Dortmund, o zangão ameaçador das formações de bombardeiros e o terror estridente dos ataques de baixo nível. Conheço bem os padrões de horror em La Muerte de Guernica, de Pablo Picasso, e no poema La Victoire de Guernica, de Paul Éluard. Em minha Elegy for Viola and Orchestra, tentei recriar em minha imaginação aquele sentimento assustador—medo, terror e tristeza—e colocar tudo isso na minha música. O sofrimento é universal e atemporal, e por isso agi de maneira plural: tudo o que pude encontrar de importância histórica foi integrado ao trabalho, para retratar a dramática sensação de terror, medo, caos, desesperança, tristeza e esperança. 
 A musicóloga Monika Fink, que acompanha o tema de sua tese de doutorado Musik nach Bildern (Música após Imagens) há mais de três décadas, escreve que não conhece nenhum outro compositor que se dedicou de maneira tão intensa e consistente a definir imagens pictóricas para a música. Sob a supervisão de Fink, um projeto foi iniciado no Departamento de Música da Universidade de Innsbruck para desenvolver e manter um site abrangente dedicado à área de assunto “Música após imagens” (ver Musik nach Bildern). Numerosas obras de Steffens, especialmente as dos últimos anos, estão listadas neste banco de dados, por exemplo, composições musicais em imagens de Peter Paul Rubens, Rembrandt van Rijn e Emil Schumacher.

## Prêmios
- 1963: Bach-Preis der Freien e Hansestadt Hamburg (Bolsa de Bach do Hamburgo)
- 1966: Felix-Mendelssohn-Bartholdy-Preis (Prêmio Felix-Mendelssohn-Bartholdy)
- 1969: Bolsa de estudos da  Cité internationale des arts em Paris
- 1974: Membro da Freien Akademie der Künste em Hamburgo
- 1977: Westfälischer Musikpreis (Prêmio Annette von Droste-Hülshoff, mais tarde renomeado para Prêmio Hans Werner Henze)
- 1987 e 1989: Convidado de honra no Villa Massimo em Rom
- 2017: Convidado no Villa Romana, Florença